# Beffroi de Mons
Beffroi de Mons (nid. Belfort van Bergen) – dzwonnica (beffroi) w belgijskim mieście Mons. W 1999 roku wpisana na listę światowego dziedzictwa UNESCO wraz z 55 innymi dzwonnicami w Belgii i Francji.

## Opis
Dzwonnicę wzniesiono w latach 1661-1672 według projektu Anthony’ego Vincenta i Louisa Ledoux. Jest jedynym barokowym beffroi w Belgii. Wybudowano ją na miejscu wcześniejszej wieży, zwanej zegarową. Obecna konstrukcja jest wysoka na 87 metrów, co czyni ją najwyższą budowlą w mieście. We wnętrzu wieży znajduje się 49 dzwonów karylionowych.
Na początku XXI wieku w dzwonnicy zainstalowano windę panoramiczną oraz nową konstrukcję schodów.